# フリーディア
フリーディア（Friedia、本名: 新村フリーディア、にいむら-、Niimura, Friedia、1980年2月19日 - ）は、日本の女性タレントである。かつては、こずえ 鈴（こずえ りん）の芸名でも活動していた。ロサンゼルス在住。

## 人物
ドイツ・ミュンヘンに生まれ、アメリカ合衆国などで育った。両親が離婚し13歳から日本に居住し、埼玉県立和光高等学校を卒業した。

### 「こずえ鈴」としての活動
1990年代後半、バラエティタレントを目指しオーディションを受け芸能界入り。「こずえ鈴」の芸名で、深夜番組『チェキラ!』のほか、『電リクエルビス』、『ウチくる!?』、『music-enta』、『笑っていいとも!』などバラエティ番組を中心にテレビ出演していた。
2001年（平成13年）にはパンクバンド「GRIZZLY」を結成し、ボーカルを務めた。このバンドはアルバム「FLY HIGH FLY」をリリースしたほか、ライブも行なった。しかしながら2003年（平成15年）頃には、「留学したい」との意向でアメリカ合衆国に移り、芸能生活を休止した。
2005年（平成17年）9月には、アメリカのロックバンド『グッド・シャーロット』のボーカル、ベンジー・マデンとカリフォルニア州で同棲していることが報じられた。この頃、自身は日本とアメリカを行き来する生活を送っており、アメリカでもタレント活動を開始するとしていた。ベンジー・マデンとの交際については翌2006年（平成18年）、破局を公表した。

### 「フリーディア」としての活動
2006年（平成18年）7月、芸名を現在の活動名「フリーディア」として芸能活動を再開した。
2009年（平成21年）5月4日、映像クリエイターの米国人と結婚。ロサンゼルスで、ファッションデザイナーとして活動。
2015年（平成27年）7月、第1子の妊娠を発表。12月24日に第1子男児を出産。
2018年以降、自身のYouTubeチャンネルなどで活動。現在の仕事のメインは2022年にロサンゼルスのチャイナタウンにオーナーとして開店した文房具店「Paper Plant」で、2024年現在も営業中。

## 家族
父親が日本人で（プラズマの研究者）母親がブラジル人のハーフ（12歳の頃に離婚）。弟は2008年（平成20年）5月に心不全で死去したモデルのジョシュア。弟の元妻は土屋アンナ。

## 出演

### バラエティ
- ウチくる!?
- マリオスクール
- 今週の所さん
- music-enta
- 明石家マンション物語
- あんたにグラッツェ!
- 夜のワイド魂
- 『そんな所で・・・』
- 愛のエプロン2
- 雨上がり決死隊のトーク番組アメトーーク!

### ドラマ
- 史上最悪のデート（超かわいい女の子）

### CM
- So-net（1999年）

### 映画
- デコトラの鷲 祭りばやし(2003年、マドンナ)

### テレビアニメ
- 攻殻機動隊 S.A.C. 2nd GIG（アイドル）

### ゲーム
- 半熟英雄対3D（ナレーション）